# ليتالدي مادوبانيا
ليتالدي مادوبانيا (بالإنجليزية: Letladi Madubanya)‏ (13 فبراير 1984 في جنوب أفريقيا - ) هو لاعب كرة قدم جنوب أفريقي في مركز الوسط. لعب مع سوبر سبورت يونايتد ونادي أمازولو وBay United F.C. ‏ ونادي بلومفونتين سيلتيك.

## وصلات خارجية
- ليتالدي مادوبانيا على موقع قاعدة بيانات كرة القدم.إي يو (الإنجليزية)